# Johan Ernst IV av Sachsen-Coburg-Saalfeld
Johan Ernst IV av Sachsen-Coburg-Saalfeld, född 22 augusti 1658 i Gotha, död 17 februari 1729 i Saalfeld, var en tysk kunglighet som var regerande hertig av Sachsen-Saalfeld från 1675 till 1699 och därefter regerande hertig av Sachsen-Coburg-Saalfeld från 1699 till 1729.

## Biografi
Han var en yngre son till hertig Ernst I av Sachsen-Gotha-Altenburg och Elisabeth Sofia av Sachsen-Altenburg med nio äldre bröder varav 7 överlevde barndomen. Efter faderns död 1675 styrde han tillsammans med sin sex äldre bröder hertigdömet Sachsen-Gotha-Altenburg, som det föreskrevs i faderns testamente.
I en uppgörelse mellan bröderna 1680 som traktatfästes så delades fadersarvet upp och Johan Ernst IV blev hertig av Sachsen-Saalfeld samt städerna Gräfenthal, Probstzella och Pössneck. Då han var den yngste sonen fick han således den minsta delen av fadersarvet. 
Johan Ernst IV och brodern Ernst III av Sachsen-Hildburghausen fann snart att de var i en finansiellt ogynnsam position efter uppdelningen, då intäkterna för deras äldste bror Fredrik I av Sachsen-Gotha-Altenburg vida översteg deras intäkter, vilket ledde till protest. De följande åren fortsatte kontroversen då tre av deras bröder (Albrekt V av Sachsen-Coburg, Henrik av Sachsen-Römhild samt Kristian av Sachsen-Eisenberg) dog utan manliga bröstarvingar. Johan Ernst IV tog besittning av Coburg (1699), Römhild och 5/12 av Themar (1714). 
Den så kallade Coburg-Eisenberg-Römhilder Erbstreit löstes 6 år efter Johan Ernst IV:s död efter medling och intervention av kejsar Karl VI. Johan Ernst IV:s son fick behålla Coburg. Uppgörelsen godtogs av ättlingarna till Johan Ernst IV:s bror Bernhard III av Scahsen-Meiningen vilka också hade haft anspråk på Coburg. 

### Familj
Han gifte sig första gången 18 februari 1680 i Merseburg med Sofie Hedvig av Sachsen-Merseburg (1660–1686), dotter till hertig Kristian I av Sachsen-Merseburg och Kristiana av Schleswig-Holstein-Sonderburg-Glücksburg. Paret fick fem barn tillsammans: 
1. Kristiana Sofie (1681–1697)
2. Dödfödd dotter (1682)
3. Hertig Kristian Ernst II (1683–1745), gift 1709 med Christiane Friederike von Koß (1686–1743)
4. Charlotte Vilhelmina (1685–1767), gift 1705 med greve Filip Reinhard av Hanau-Münzenberg (1664–1712)
5. Dödfödd son (1686), modern Sofie Hedvig dog i barnsäng.

Det andra äktenskapet ingicks i Maastricht 2 december 1690 med Charlotte Johanna av Waldeck-Wildungen (1664-1699), dotter till greve Josias II av Waldeck-Wildungen och Vilhelmina Kristina av Nassau-Siegen. I äktenskapet födes åtta barn: 
1. Vilhelm Fredrik (1691–1720)
2. Karl Ernst (1692–1720)
3. Sofia Vilhelmina (1693–1727), gift 1720 med furst Fredrik Anton av Schwarzburg-Rudolstadt (1692–1744)
4. Henrietta Albertina (1694–1695)
5. Louise Emilia (1695–1713)
6. Charlotte (1696–1696)
7. Hertig Frans Josias (1697–1764), gift 1723 med Anna Sofia av Schwarzburg-Rudolstadt (1700–1780)
8. Henrietta Albertina (1698–1728)